# Meranoplus sabronensis
Meranoplus sabronensis é uma espécie de formiga do gênero Meranoplus, pertencente à subfamília Myrmicinae.